# Thaumeledone peninsulae
Thaumeledone peninsulae is een inktvissensoort uit de familie van de Megaleledonidae. De wetenschappelijke naam van de soort werd voor het eerst geldig gepubliceerd in 2004 door Allcock, Collins, Piatkowski en Vecchione.